# Tom DiCillo
Tom DiCillo (* 14. August 1953 in Camp LeJeune, North Carolina) ist ein US-amerikanischer Kameramann, Filmregisseur, Drehbuchautor und Theaterautor.

## Leben
Nach einem Abschluss an der New York University 1979 arbeitet DiCillo seit 1980 im Independentfilm. DiCillo begann als Kameramann für Independentfilmemacher, erwähnenswert für Jim Jarmusch, für den er Permanent Vacation (1980), Stranger than Paradise (1984) und Coffee and Cigarettes (1986) drehte. DiCillo wechselte 1991 mit Johnny Suede zur Regie und zum Drehbuchschreiben.
Besondere Beachtung im deutschsprachigen Raum fand DiCillos abendfüllende Kino-Dokumentation über Jim Morrison und die Doors, die 2010 unter dem Titel The Doors: When You’re Strange in die deutschen Kinos kam. Der Film erzählt die Geschichte der US-Rockband The Doors von den Anfängen am Strand von Venice Beach im Jahr 1965 über die sechs Studioalben bis zu Jim Morrisons Tod im Jahr 1971 (Sprecher: Johnny Depp). Die Feuilletons der großen deutschsprachigen Zeitungen rezensierten den „sensationelle[n] Dokumentarfilm“ – auch im direkten Vergleich mit anderen Filmen zur selben Band – regelmäßig sehr positiv wie etwa die Süddeutsche Zeitung: „Bei den Aufnahmen legendärer Songs, von ‚Light my Fire‘ bis ‚People are Strange‘, ist man so nah dabei, dass Oliver Stones 1991 entstandene Spielfilmversion dagegen reichlich exaltiert, lächerlich und künstlich wirkt.“ Der Dokumentarfilm erhielt mehrere Auszeichnungen, so etwa 2011 den Grammy der Kategorie Best Long Form Music Video.
Seit 2006 tritt er vornehmlich als Regisseur von Fernsehserien in Erscheinung. Er inszenierte Episoden von Criminal Intent – Verbrechen im Visier, Good Wife, Lights Out, Law & Order: Special Victims Unit, Law & Order: Los Angeles und Chicago Fire.

## Filmografie (Auswahl)

### Kameramann
- 1980: Permanent Vacation – Regie: Jim Jarmusch
- 1980: Underground U.S.A. – Regie: Eric Mitchell
- 1983: Variety – Regie: Bette Gordon
- 1984: Stranger than Paradise – Regie: Jim Jarmusch
- 1984: Burroughs – Regie: Howard Brookner
- 1987: Robinson’s Garden – Regie: Masashi Yamamoto
- 1988: The Beat – Regie: Paul Mones
- 1989: Laura Ley – Regie: Jenne Sipman
- 1990: End of the Night – Regie: Keith McNally
- 2003: Coffee and Cigarettes – Regie: Jim Jarmusch

### Regisseur
- 1991: Johnny Suede
- 1995: Living in Oblivion
- 1996: Box of Moonlight
- 1997: The Real Blonde
- 2001: Double Whammy
- 2003: Monk (Fernsehserie, 1 Episode)
- 2006: Blitzlichtgewitter (Delirious)
- 2009: The Doors: When You’re Strange (When You’re Strange)

### Drehbuchautor
- 1991: Johnny Suede
- 1995: Living in Oblivion
- 1996: Box of Moonlight
- 1997: The Real Blonde
- 2001: Double Whammy
- 2006: Blitzlichtgewitter (Delirious)